# Miotropis californicus
Miotropis californicus är en stekelart som först beskrevs av Girault 1916.  Miotropis californicus ingår i släktet Miotropis och familjen finglanssteklar. Inga underarter finns listade i Catalogue of Life.